# Auf ein Neues
Auf ein Neues (Originaltitel: Starting Over) ist eine US-amerikanische Filmkomödie aus dem Jahr 1979 nach einem Roman von Dan Wakefield.

## Handlung
Phil Potter trennt sich von seiner Frau Jessica, die eine Gesangskarriere anstrebt und zudem eine Affäre hat. Phil zieht von New York nach Boston, wo sein Bruder Mickey mit seiner Frau Marva lebt. Sie machen Phil mit der Lehrerin Marilyn Holmberg bekannt.
Phil beginnt ein neues Leben. Er arbeitet halbtags als Lehrer und besucht eine Versammlung für geschiedene Männer. Er lernt Paul und Larry kennen, die in ähnlichen Situationen sind. Für Phil ist es zu früh, eine feste Beziehung mit Marilyn einzugehen. Er beginnt sich mit der alleinerziehenden Mutter Marie, Marilyns Freundin, zu treffen. Doch je länger er sich von Marilyn fernhält, desto mehr möchte er bei ihr sein. Phil und Marilyn verlieben sich ineinander. Trotz seiner Ängste ist Phil bereit, mit Marilyn zusammenzuziehen.
Jessica taucht auf; sie sieht fabelhaft aus und ist als Liedtexterin erfolgreich. Bei einem Abendessen zu Thanksgiving bekommt Phil einen Anruf von Jessica. Marilyn hört, wie er von ihr als „einer Freundin“ spricht. Marilyn ist verletzt und weiß, dass ihre Beziehung nun zu Ende ist. 
Phil zieht wieder nach New York. Doch je mehr Zeit er mit Jessica verbringt, desto mehr vermisst er Marilyn. Als er wieder in Boston ist, erfährt er, dass Marilyn sich mit einem Basketballspieler trifft. Um sie zurückzugewinnen, was er letztlich auch schafft, unternimmt er alles. Er belegt sogar ein Basketballtraining bei den Boston Celtics.

## Hintergrund
Seine Premiere hatte der Film am 5. Oktober 1979, in Deutschland erschien er am 25. April 1980 in den Kinos.
In kleineren Nebenrollen sind unter anderem Daniel Stern als Student (in seiner zweiten Kinorolle) und Kevin Bacon als junger Ehemann (ebenfalls die zweite Kinorolle) zu sehen.
Neben dem für den Golden Globe nominierten Song Better Than Ever entstanden zwei weitere Songs für den Film: Easy For You und das Titellied Starting Over. Alle drei Songs wurden von Marvin Hamlisch und Carole Bayer Sager  komponiert und von Candice Bergen gesungen.

## Kritiken
Das Lexikon des internationalen Films sah den Film als eine „mit leichter Hand inszenierte Unterhaltung, die sich über die in Filmen der 70er Jahre dargestellten Emanzipationsversuche lustig macht. Gut gespielt, ohne besonderen Tiefgang.“
Janet Maslin von der New York Times schrieb, der Film stelle einen gerade verlassenen Mann in all seinem Elend vor, aber schaffe es, dabei flott und lustig zu sein. Variety befand, das Thema werde von der komödiantischen Seite behandelt, der Film schaffe das in bewundernswerter Weise. Channel 4 hingegen bemängelte, dass, auch wenn die Darsteller gut seien, Regisseur Pakula ungeeignet für das Komödienfach sei.

## Auszeichnungen
Jill Clayburghs Leistung wurde mit mehreren Nominierungen honoriert. So war sie 1980 als Beste Hauptdarstellerin für den Oscar, den Golden Globe und für den American Movie Award nominiert. Auch Candice Bergen wurde als Beste Nebendarstellerin für den Oscar und in derselben Kategorie für den Golden Globe nominiert.
Weitere Nominierungen für den Golden Globe erhielten Burt Reynolds als Bester Hauptdarsteller und Marvin Hamlisch und Carole Bayer Sager für den Besten Filmsong mit dem Lied Better Than Ever. James L. Brooks war für den WGA Award der Writers Guild of America nominiert.